# 宮本龍之介
宮本 龍之介（みやもと りゅうのすけ、2004年4月19日 - ）は、日本の俳優、モデル。東京都出身。スターダストプロモーション制作1部所属。

## 略歴
父親と一緒に原宿の竹下通りの入り口で、スターダストプロモーションのスタッフにスカウトされその後すぐに出口でスカウトを受けて、そこで運命を感じ中学でこれをやりたいと明確なものもなかったのでスターダストプロモーションに所属。
2017年4月からEBiDANのレッスンに参加し、ダンスボーカルユニット・BATTLE BOYSのメンバーとして活動する。
2021年、「ニコラ専属メンズモデル」のオーディションに合格し、ファッション雑誌『nicola』3月号より、モデルデビューをした。
2021年2月、第8回日本制服アワードで男子準グランプリを受賞。

## 人物
- 趣味はゲーム、絵を描くこと、映画鑑賞[1]。
- 特技はバレエ、水泳、ダンス[1]。

## 出演

### テレビドラマ
- 青のSP―学校内警察・嶋田隆平―（2021年1月12日 - 3月16日、カンテレ・フジテレビ系） - 楠田大地 役[6]
- ガンダムビルドリアル（2021年6月18日 - 7月23日、BS11） - 白星迅 役[注 1]
- 顔だけ先生（2021年10月9日 - 12月18日、東海テレビ・フジテレビ） - 宮坂大輝 役
- 仮面ライダーギーツ 2話 - 4話・45話（2022年9月11日 - 25日・2023年7月23日、テレビ朝日） - 墨田奏斗 / 仮面ライダーダパーン 役[7]
- 埼玉のホスト2話（2023年8月2日、TBS）
- あたりのキッチン! 2話 （2023年10月21日、東海テレビ ・フジテレビ） - 千明勝 役
- タクミくんシリーズ －Drama－（2025年9月21日 - 〈予定〉、BSフジ・FOD） - 柴田俊 役[8][9]

### 映画
- 陰陽師0（2024年4月19日、ワーナー・ブラザース映画） - 学生 役

### ウェブドラマ
- マイルノビッチ（2021年2月12日 - 4月2日、全8回、Hulu）
- すべての恋は片想いからはじまるっぽい（2021年6月8日 - 8月20日、YouTube） - 岸晴人 役

### 舞台
- 幕が上がる（2023年7月12日 - 17日、サンシャイン劇場）- わび助 役[10]
- The Smoke Shelter プロデュース #4「BELOVED」（2025年6月29日・30日、AI・HALL / 7月5日 - 13日、恵比寿・エコー劇場）[11]

### CM
- 千趣会「2020秋冬 JUNIOR & TEENS」（2020年）
- 親和プランニング「すくラボ」（2020年）
- Vantan「バンタンゲームアカデミー」（2020年）

### 書籍
- ニコラ（2021年、新潮社） - メンズモデル

### 玩具
- 仮面ライダーギーツ PREMIUM DXマグナムシューター40X（2024年11月、玩具ボイス）